# Ullassa
Ulassa (o Ullaza) fou un port de la costa libanesa uns 20 km al nord de Biblos. La seva situació exacta no s'ha pogut trobar encara definitivament.
Vers la meitat del segle xv aC el faraó egipci Tuthmosis III, que ja havia fet campanya a Síria, va tornar a la regió; va construir una flota que portava les tropes per mar, desembarcant a la costa del Líban on van ocupar Ullaza (pocs quilòmetres al nord de la moderna Trípoli) que pertanyia al regne de Tunip, vassall de Mitanni; des Ullaza va capturar la ciutat no llunyana d'Ardata. Després va saquejar el territori de Cadeix (Síria) però no va poder ocupar la ciutat i a la tornada es va trobar a Ardata revoltada. En aquesta campanya es va conquerir també Sumur, important ciutat al nord d'Ullaza. Durant els dos anys següents va preparar l'ofensiva contra Mitanni i en aquest temps Tunip va fomentar una revolta a Ullaza que els egipcis van haver de sufocar. A la seva vuitena campanya de Síria va desembarcar a Ullaza i es va dirigir a l'Orontes pel territori de Qatna i cap al nord; el rei de Mitanni es va retirar i no va presentar batalla.
Vers la meitat del segle xiv aC la ciutat va caure en mans del apiru d'Amurru. Pu-Bahla, fill del primer cap Abdi-Asirta, la va ocupar i la va convertir en la seva capital, dominant també Ardata, Wahliya, Ampi i Sigata.
Vers el 1330 aC va quedar inclosa en el regne d'Amurru establert pel rei hitita Subiluliuma I.